# Dąbrowy w Marianku
Dąbrowy w Marianku este o arie protejată (sit de importanță comunitară — SCI) din Polonia întinsă pe o suprafață de 72,7 ha, integral pe uscat.

## Localizare
Centrul sitului Dąbrowy w Marianku este situat la coordonatele 51°12′08″N 19°40′35″E / 51.2022°N 19.6763°E.

## Înființare
Situl Dąbrowy w Marianku a fost declarat sit de importanță comunitară în octombrie 2009 pentru a proteja un număr necunoscut de specii din flora spontană și fauna sălbatică aflate în arealul zonei.

## Biodiversitate
Situată în ecoregiunea continentală, aria protejată conține 3 habitate naturale: Păduri de stejar și carpen Galio-Carpinetum, Păduri acidofile de stejar bătrân cu Quercus robur pe câmpii nisipoase, Păduri stepice euro-siberiene cu Quercus spp..
La baza desemnării sitului se află un număr nedeclarat de specii protejate.